# Zanolimumab
Zanolimumab (tên thương mại dự kiến HuMax-CD4) là một kháng thể đơn dòng của người và là thuốc ức chế miễn dịch. Nó đang được phát triển để điều trị viêm khớp dạng thấp, bệnh vẩy nến, khối u ác tính, lymphoma tế bào T ở da và ngoại biên. Thuốc hiện đang trong giai đoạn thử nghiệm II.